# سین (آلمان)
سین (به آلمانی: Sien) یک شهر در آلمان است که در بیرکنفلد واقع شده‌است. سین ۵۸۱ نفر جمعیت دارد.